# Alain-Louis-Auguste de Rohan-Chabot
Pour les articles homonymes, voir Alain de Rohan, Alain, Rohan et Chabot.
Ne doit pas être confondu avec Alain-Charles-Louis de Rohan-Chabot.
Alain de Rohan-Chabot, 13e duc de Rohan, est un aristocrate, industriel et résistant français né le 10 juin 1913 à Paris et mort le 27 mai 1966 à Neuilly-sur-Seine.

## Biographie
Alain Louis Auguste Marie de Rohan-Chabot (1913-1966) est le fils de Josselin de Rohan-Chabot (1879-1916), douzième duc de Rohan, député du Morbihan, et de Marguerite de Rohan-Chabot (1887-1976). Alors qu'il a seulement trois ans, en 1916, le décès prématuré de son père fait de lui le treizième duc de Rohan[réf. nécessaire].
Prisonnier de guerre en 1940 à Sagan, Alain de Rohan-Chabot est démarché par l'autonomiste breton Fred Moyse pour un poste au Bretonische Regierung[réf. nécessaire].
Alain de Rohan-Chabot est libéré plusieurs mois plus tard, conformément aux accords de la commission allemande d'armistice sur le retour progressif de certaines catégories de prisonniers. Revenu à Josselin, il entre par la suite dans un réseau de résistance, avec son épouse.

## Famille

### Mariage et descendance
Il épouse les 4 et 5 mai 1937 Hélène Claire Marie de Liencourt (Paris 7e, 11 mars 1915- Perros-Guirrec, 11 août 2020), fille de Jean de Liencourt, mort pour la France en 1916, et de Marie Begouën, petite-nièce du comte Henri Begouën. Devenue veuve, elle se remarie en 1969 avec André Rodocanachi, ambassadeur de France au Vénézuela de 1973 à 1976 (1914-2001). Il en a 5 enfants, parmi lesquels :
- Josselin de Rohan-Chabot (1938), homme politique
- Olivier de Rohan-Chabot (1941), mécène

## Distinctions
- Officier de la Légion d'honneur par décret du 3 mai 1963[3]
  -  Chevalier de la Légion d'honneur par décret du 7 octobre 1952
- Croix de guerre 1939-1945 (2 citations)

## Armes
| Blason | Blasonnement : Écartelé de gueules à neuf macles d'or (qui est de Rohan), et d'or à trois chabots de gueules (qui est Chabot). |